# Доминион Пакистан
Доминион Пакистан (на английски: Dominion of Pakistan; на урду: مملکتِ پاکستان; на бенгалски: পাকিস্তান অধিরাজ্য) е независим федерален доминион в Южна Азия, който съществува от 1947 г. до 1956 г., в резултат на разделянето на Британска Индия. Доминионът, който включва днешните Пакистан и Бангладеш, е породен от теорията на двете нации като независима държава, съставена от териториите с преобладаващо мюсюлманско население в бившата Британска Индия. През 1956 г. Пакистан административно е разделен на западно крило – Западен Пакистан, а провинцията Източен Бенгал е преименувана на източното крило Източен Пакистан. През 1971 г. Източен Пакистан се отцепва от съюза и става Бангладеш.

## История
Държавата възниква при разделянето на Британска Индия. Съгласно Планът Маунтбатън Британска Индия се разделя на Индийски съюз и Доминион Пакистан. Пакистан става държава членка на ООН малко след независимостта си – на 30 септември 1947 г. Отношенията на новия мюсюлмански доминион с Индия биват веднага помрачени от Първата индо-пакистанска война, след която последват нови териториално-религиозни конфликти, в хода на които милиони хора от двете страни загиват или стават бежанци. Поради крайната религиозна радикализация на региона и почти тоталната му ислямизация в първите години на деколонизационния процес, Пакистанският доминион не успява да съхрани светския характер на обществото си и през 1956 г. напълно се освобождава от номиналния британски контрол, превръщайки се в суверенна ислямска република Пакистан. През 1971 г. в резултат на война за независимост, Източен Пакистан на свой ред става независим, превръщайки се в република Бангладеш.

## Федерация
Доминионът е разделен на 5 провинции:
- Източен Бенгал
- Западен Пенджаб
- Белуджистан
- Синд
- Северозападна погранична провинция.

## Управление
Всяка провинция има губернатор, утвърден от генерал-губернатора на Пакистан, който от своя страна представя британския монарх.